# Helen Golden
Helen Lanita Golden, po mężu Hogarth (ur. 16 maja 1953 w Edynburgu) – brytyjska lekkoatletka, sprinterka, mistrzyni Europy juniorów, olimpijka. Na igrzyskach Wspólnoty Narodów reprezentowała Szkocję, a na pozostałych imprezach międzynarodowych Wielką Brytanię.

## Kariera sportowa
Mając 16 lat wystąpiła na mistrzostwach Europy w 1969 w Atenach, gdzie odpadła w półfinale biegu na 200 metrów. Zajęła 4. miejsca w biegu na 200 metrów i sztafecie 4 × 100 metrów oraz 5. miejsce w biegu na 100 metrów na igrzyskach Brytyjskiej Wspólnoty Narodów w 1970 w Edynburgu.
Zwyciężyła w biegu na 200 metrów, zdobyła brązowy medal w biegu na 100 metrów i zajęła 4. miejsce w sztafecie 4 × 100 metrów na mistrzostwach Europy juniorów w 1970 w Paryżu.
Zajęła 4. miejsce w sztafecie 4 × 400 metrów, 7. miejsce w sztafecie 4 × 100 metrów oraz odpadła w półfinałach biegów na 100 metrów i na 20 0metrów na igrzyskach Brytyjskiej Wspólnoty Narodów w 1974 w Christchurch. Na mistrzostwach Europy w 1974 w Rzymie zajęła 5. miejsce w biegu na 200 metrów, 4. miejsce w sztafecie 4 × 100 metrów i odpadła w półfinale biegu na 100 metrów.
Odpadła w ćwierćfinale biegu na 200 metrów na igrzyskach olimpijskich w 1976 w Montrealu, a na igrzyskach Wspólnoty Narodów w 1978 w Edmonton zajęła 4. miejsce w sztafecie 4 × 400 metrów, 6. miejsce w biegu na 200 metrów, 7. miejsce w sztafecie 4 × 100 metrów i odpadła w półfinale biegu na 100 metrów.
Była mistrzynią Wielkiej Brytanii (AAA) w biegu na 200 metrów w 1973 i 1975, wicemistrzynią w biegu na 100 metrów w 1973 i w biegu na 200 metrów w 1974 oraz brązową medalistką w biegu na 100 metrów w 1970 i 1974. Była również mistrzynią Szkocji w biegach na 100 metrów i na 200 metrów w 1969, 1970, 1974 i 1975, a w biegu na 200 metrów także w 1978.
Rekordy życiowe Golden:
- bieg na 100 metrów – 11,2 s (29 czerwca 1974, Warszawa) i 11,40 s (20 lipca 1974, Londyn)
- bieg na 200 metrów – 23,0 s (30 czerwca 1974, Warszawa) i 23,14 s (7 września 1973, Edynburg)